# Gentleman

En gentlemans kläder från Gentlemannen - om män och mode - Hallwylska museet

Gentleman /'jɛntlɛman/; eng. uttal /ˈdʒɛntl̩mən/ är en väluppfostrad man, en person som i fråga om vanor, kläder, språkbruk och allmänt beteende uppför sig på det sätt som tidigare var en norm i högre samhällsklasser. Det kan särskilt syfta på en väluppfostrad man som utmärker sig genom artig uppmärksamhet speciellt gentemot kvinnor. I äldre bemärkelse syftade det på en förmögen person med fina anor. I plural används ordet bland annat vid artigt tilltal och för att skilja herrar från damer.

## Klassiskt engelska gentlemen
The First Gentleman of Europe, "Europas främste gentleman", var ett ofta använt uttryck om Georg IV av England på grund av hans eleganta dräkt och uppförande. - Gentlemanlike [-lajk], som anstår en gentleman, med en gentlemans egenskaper.
Ett engelskt gammalt talesätt är att det tog tre generationer att skapa en gentleman. Den äkta produkten skulle helst ha gått ut från en av de förnäma internatskolorna som Eton och Harrow, där man lärde sig att spela cricket, och att dölja ytlighet med självsäkerhet och brutalitet med charm, kort och gott att härska. Slaget vid Waterloo vanns på Etons och Harrows gröna idrottsbanor, sade man. I Groton i New England försökte man efterlikna de gamla engelska internatskolorna.
I England var det inte helt god ton att diskutera; "never show temper, to keep a stiff upper lip", det var idealet för en gentleman. En gentleman ansåg inte att andras avvikande meningar var tillräckligt betydelsefulla för att han skulle göra sig besväret att motbevisa dem. I Frankrike var däremot diskussionen samtalets hjärta och samtalskonsten sällskapslivets pulsåder. Var man inte oense, måste man i varje fall ge uttryck för en annan synpunkt för att få igång diskussionen. Slagfärdighet betraktades som visdom. Esprit gav tillträde till de förnämsta husen. I England gav det inte samma prestige.

## Den franska innebörden
Det franska idealet var av äldre datum än det engelska och fotad i högra sociala strata. Gentilhomme var en kultiverad, sansad, elegant person, en ädling både i yttre och inre bemärkelse, bestämd av romaranda och antika ideal, med ansvar för fosterlandet och för bevarandet av fosterlandskänslornas religiösa grund i den fäderneärvda religionen, med sinne för personliga förtjänster hos en friboren man. Han var på en gång kritisk-skeptisk och hängiven-offervillig, med avsky för vinningslystnad och för uppkomlingar, för personer utan livsstil.
Den engelska gentlemannen var en borgerlig variant av samma livsstil som präglades av ärlighet och redbarhet i affärer, omsorg om sina anställda och om samhället, allt motiverat av ett kristet förvaltarskap och en religiös moralisk individuell kristendomssyn.